# یواندری ارناندز
یواندری ارناندز (اسپانیایی: Yoandry Hernández‎؛ زادهٔ ۲۵ مه ۱۹۸۰) وزنه‌بردار اهل کوبا است.
وی در مسابقات کشوری و بین‌المللی در مجموع برندهٔ ۳ مدال طلا، ۱ مدال نقره شده‌است.